# NGC 5361
NGC 5361 is een spiraalvormig sterrenstelsel in het sterrenbeeld Jachthonden. Het hemelobject werd op 16 mei 1787 ontdekt door de Duits-Britse astronoom William Herschel.

## Synoniemen
- MCG 7-29-15
- ZWG 219.25
- KUG 1352+386
- IRAS 13524+3841
- PGC 49441